# Kalophrynus palmatissimus
Kalophrynus palmatissimus é uma espécie de anfíbio da família Microhylidae.
É endémica da Malásia.
Os seus habitats naturais são: florestas subtropicais ou tropicais húmidas de baixa altitude.
Está ameaçada por perda de habitat.